# پدر براون (فیلم)
پدر براون (انگلیسی: Father Brown) فیلمی بریتانیایی است که در سال ۱۹۵۴ منتشر شد.

## بازیگران
- الک گینس
- جوآن گرینوود
- پیتر فینچ
- سسیل پارکر
- برنارد لی
- ژرار اوری
- دینو گالوانی
- جیم ژرالد
- آستین تِـرِور
- جان هورسلی
- گوئیدو لورین